# Університет Ліннея

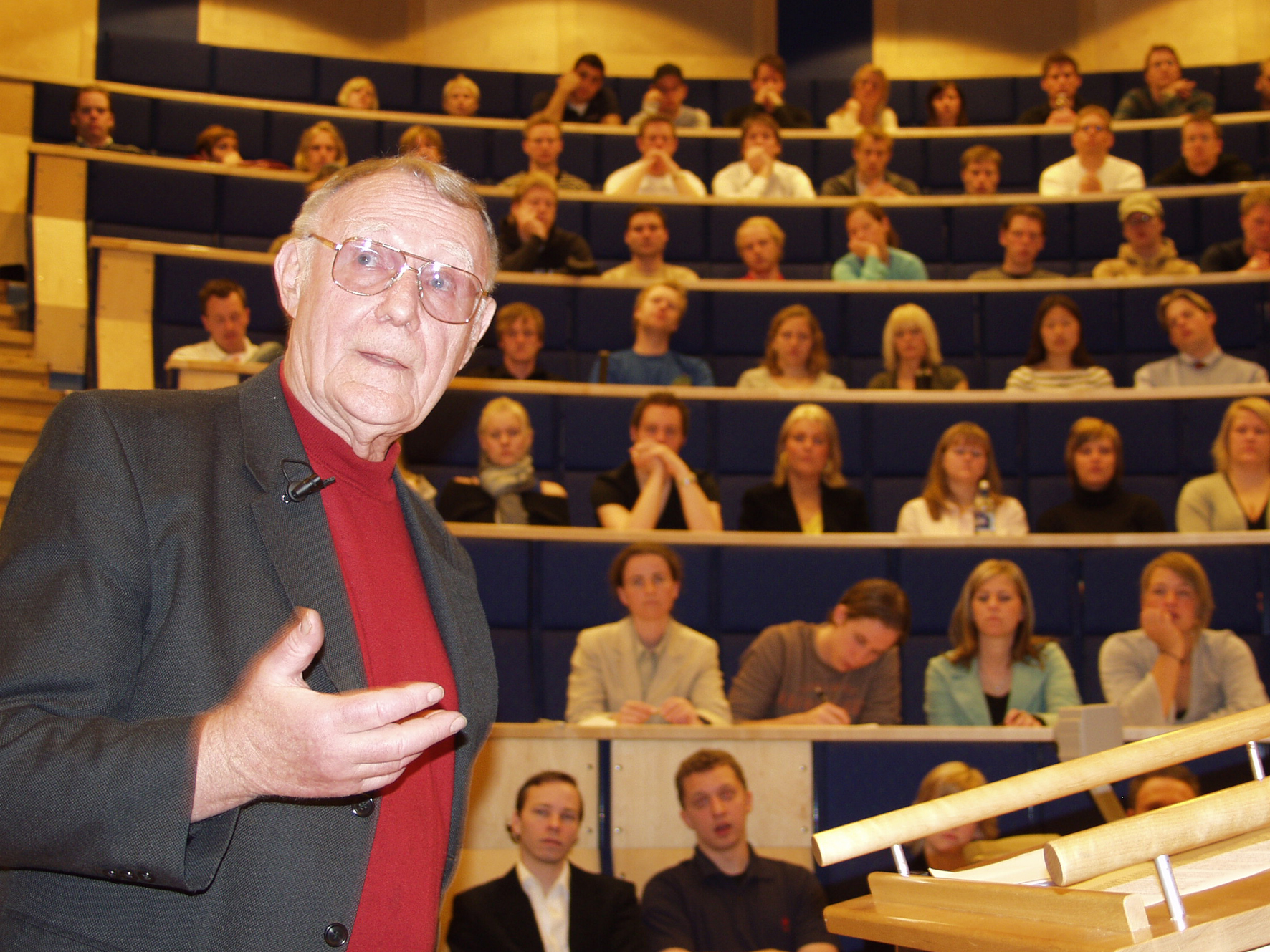
Інґвар Кампрад, засновник IKEA, проводить лекцію для групи студентів університету у Векше

Ліннеус університет або Університет Ліннея (швед. Linnéuniversitetet, LNU) — державний університет у Смоланді, південній провінції Швеції. Він складається з двох корпусів, розташованих в містах Векше та Кальмар. Університет був створений у 2010 році, після злиття університету у Векше та коледжу у Кальмарі. Є членом організації Шведських університетів та вищих навчальних закладів (SUHF) і Асоціації університетів Європи.

## Історія

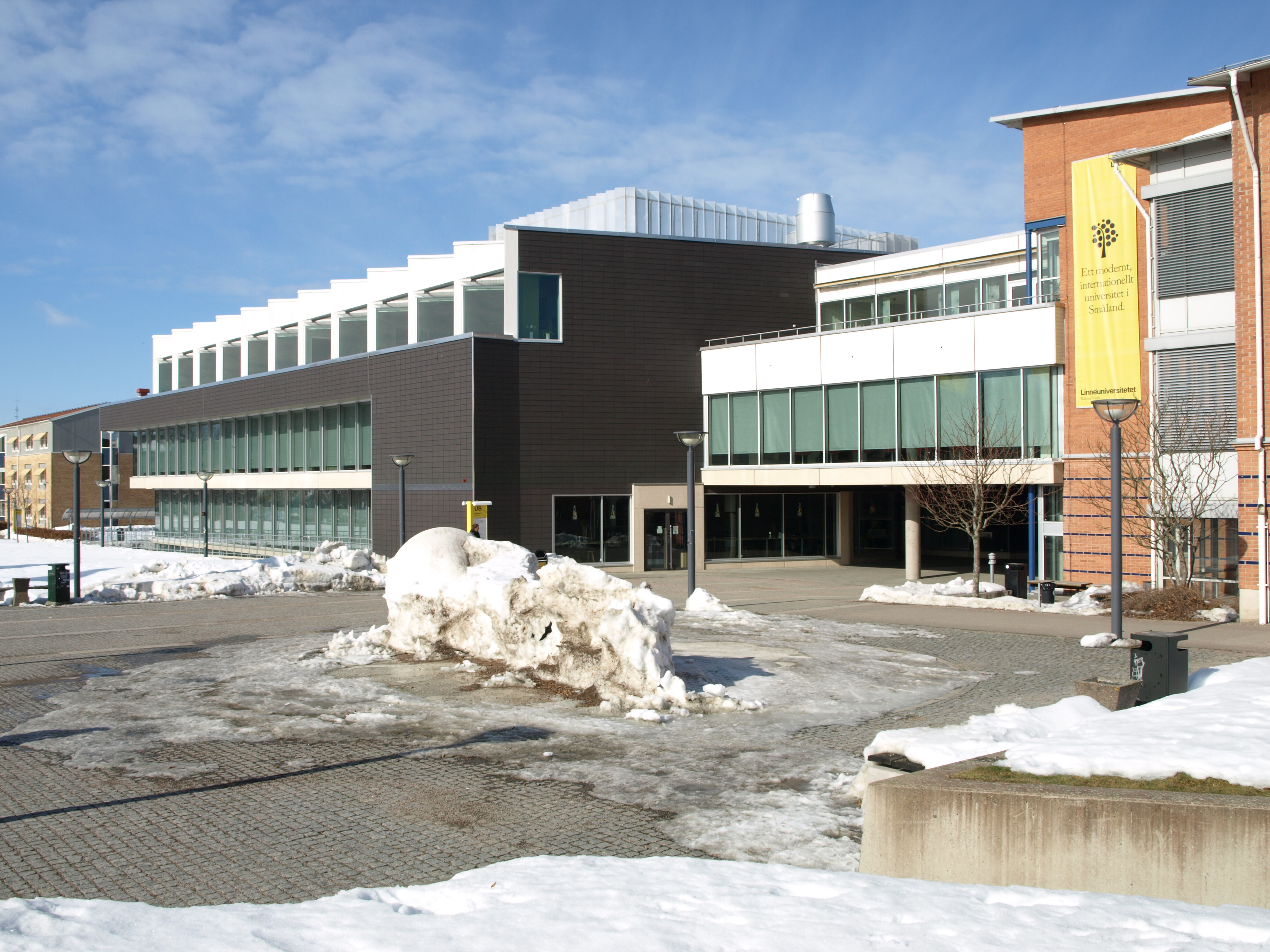
бібліотка LNU у Векше

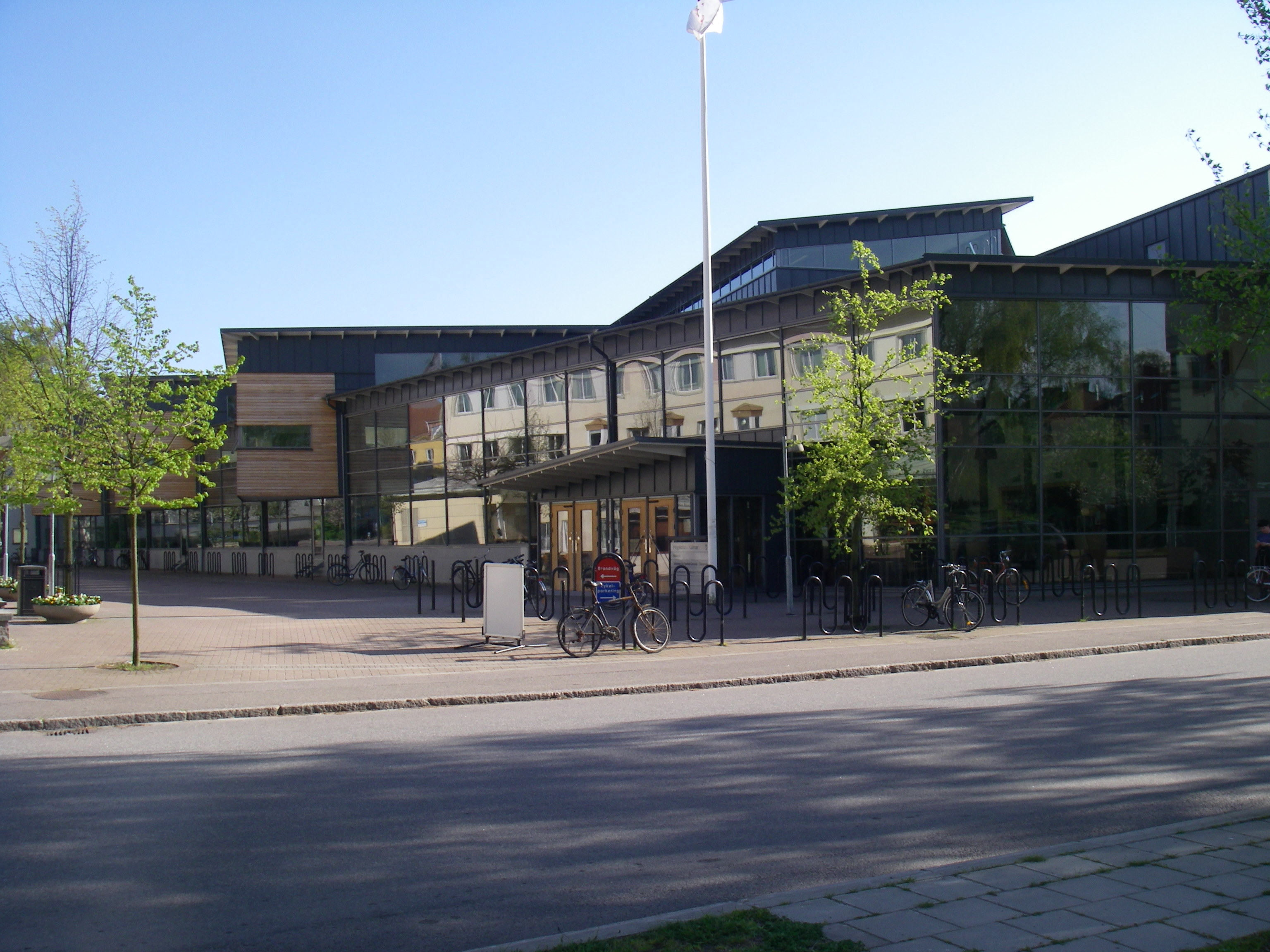
бібліотека LNU у Кальмарі

Університет в Векше був заснований у 1967 році. У 1977 році став іменуватися коледжем, а у 1999 році знову повернув собі статус університету. Коледж у Кальмарі був заснований у 1997 році.
У Векше з 1716 по 1727 рік, спочатку в нижчій граматичній школі, потім у гімназії навчався видатний шведський природодослідник і медик Карл Лінней (1707—1778) — найбільш відомий у світі шведський вчений. Після злиття двох навчальних закладів на новий університет був названий на його честь.

## Факультети
- Факультет охорони здоров'я, соціальної роботи і поведінкових наук.
- Факультет гуманітарних і соціальних наук.
- Факультет бізнесу, економіки та дизайну.
- Факультет природничих наук та інженерії.
- Відділ педагогічної освіти.

### Школи
- Школа охорони здоров'я.
- Школа освіти, психології та спортивної науки.
- Школа соціальної роботи.
- Школа мови і літератури.
- Школа культурології.
- Школи соціальних наук.
- Школа бізнесу та економіки.
- Школа дизайну.
- Школа природничих наук.
- Інженерна школа.
- Кальмарська морська академія.
- Школа комп'ютерних наук, фізики і математики.

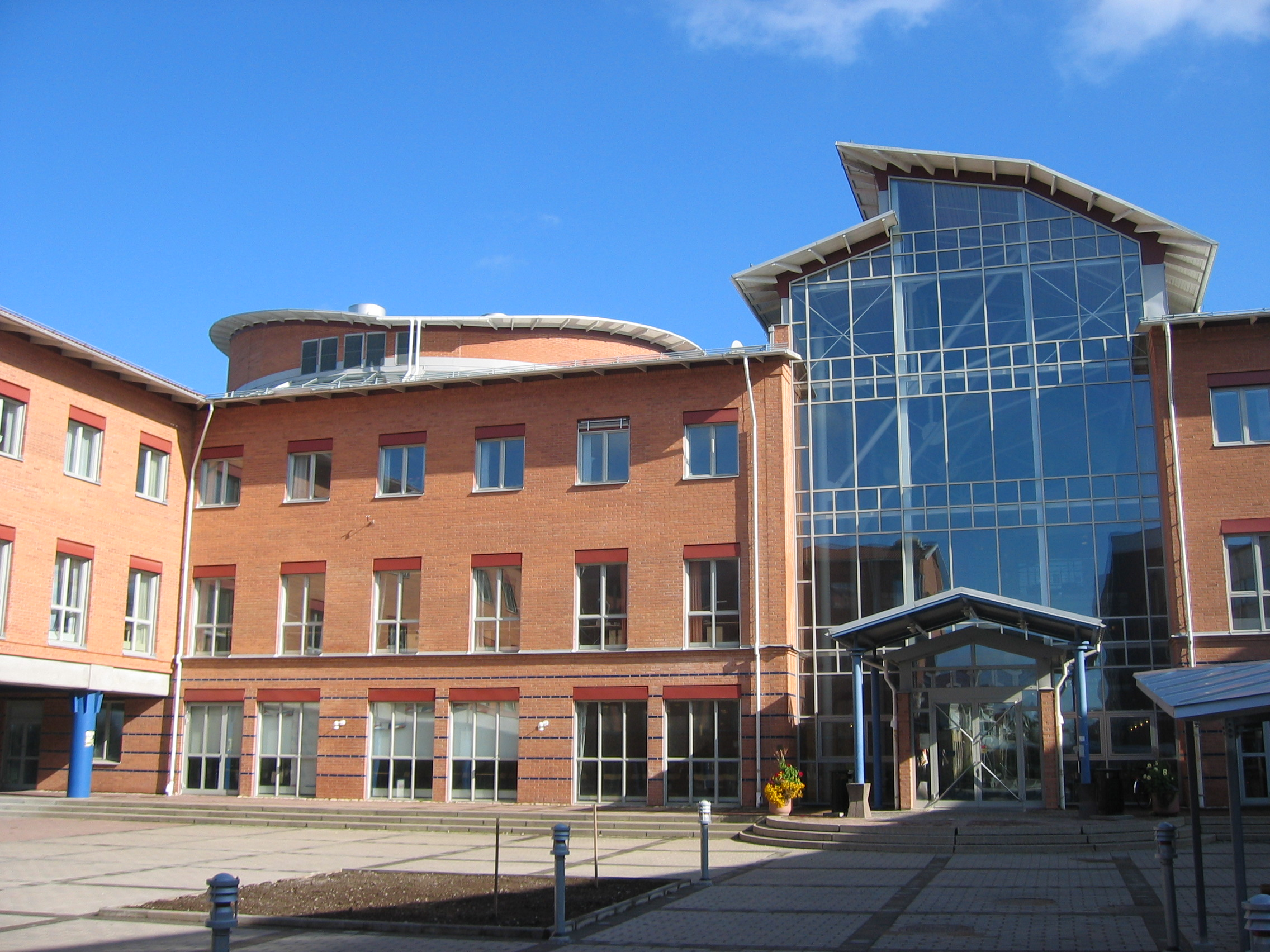
Кампус у Векше

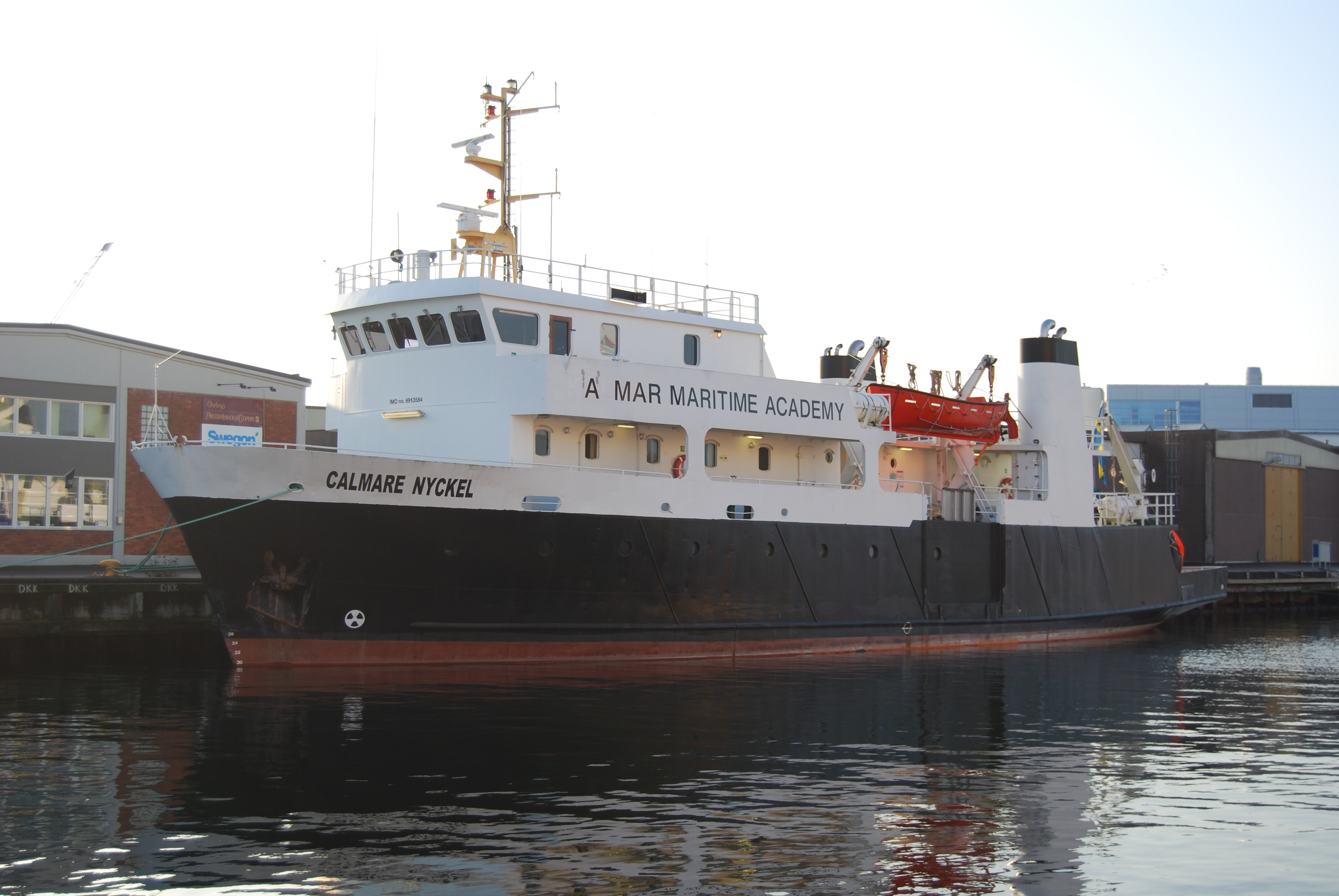
Кальмарська морська академія. Тренувальний корабель Calmare Nyckel

### Інші відділи
- Відділ комунікацій.
- Відділ будівництва та послуг.
- Відділ зовнішніх контактів.
- Відділ планування.
- Відділ у справах студентів.
- Факультет Управління.
- Відділ фінансів.
- Управління міжнародних зв'язків.
- IT-відділ.
- Управління освіти вчителів та педагогічних наук.
- Відділ кадрів.
- Університетська бібліотека

## Корпуси
Університет складається з двох корпусів: 1-го у Векше та 1-го у Кальмарі.

### Кальмар
Кальмар — невелике місто з гарними умовами для студентського життя. У міста багата історія, він оточений лісовими масивами, розташований недалеко від моря. Школа природничих наук у місті Кальмар відома високим рівнем викладання, а також дослідженнями в галузі охорони життя, здоров'я і навколишнього середовища.

### Векше
Векше, є центром суспільного життя на південному сході Швеції, з великою кількістю музеїв, театрів, соборів та концертних залів. Цей регіон також відомий своєю високотехнологічною і целюлозно-паперовою промисловістю. Оточений озерами і лісами. Векше також є одним з провідних міст по навчанню тенісистів із світовим ім'ям: Матс Віландер, Стефан Едберг, Магнус Ларссон і Йонас Беркман, всі вони вчилися тут. У Векше легко дістатися з Копенгагена та Стокгольма літаком або поїздом.
Університетський корпус знаходиться недалеко від центра міста. Він був спроектований за американським зразком корпусів Campus: всі навчальні приміщення знаходяться в декількох хвилинах ходьби. При будівництві корпусу були враховані вимоги з охорони навколишнього середовища, оскільки споруди межують з охоронною природною територією.
У корпусі є 3'700 студентських квартир та кімнат гуртожитку, що забезпечує проживання в університетському містечку до 5'200 студентів. На території університету розташований науковий парк, в якому мають представництво більше ста компаній.
Навчальні будівлі, службові та житлові приміщення стоять поруч один до одного на території корпусу. Є також ресторани, кафе, бари, книжкові магазини, спортивний центр і різні службові приміщення. Корпус забезпечує безпечну і спокійну обстановку, незважаючи на високий рівень активності. Він межує з природним заповідником, озером і вежами середньовічного замку.